# Connectivité (géographie)
Pour les articles homonymes, voir Connectivité.
Dans une définition minimale on considère que la connectivité en géographie rend compte des connexions qu’offre un lieu pour relier les autres lieux de son environnement. Contrairement au cas de la notion de connexité on ne dispose pas de définition univoque de la connectivité, qui pourtant commence à être prise en compte par certaines modélisations, par exemple pour les cartes d'écopotentialité.
Dans le domaine de l'environnement, on parlera de connectivité écologique (ou écopaysagère), qu'en France, la trame verte et bleue cherche à restaurer.

## La connectivité dans le réseau
Pour les géographes spécialistes des réseaux, la connectivité est la propriété générale ou particulière d’un réseau d’offrir des itinéraires alternatifs entre des lieux. Elle reflète alors le caractère plus ou moins tramé, maillé ou arborescent d’un réseau (sachant que plusieurs réseaux peuvent aussi interférer entre eux, positivement en partageant leurs connectivités ou négativement en créant des barrières ou freins aux déplacements pour l'autre réseau).
Ici la connectivité mesure la redondance des relations entre les lieux permise par le développement du réseau qui rend possible plusieurs cheminements alternatifs.
La recherche d’une plus grande connectivité est généralement à relier à la volonté de réduire la vulnérabilité de l’accessibilité d’un espace vis-à-vis du risque de rupture des maillons d’un réseau.
La connectivité d’un cul-de-sac est minimale, mais plus élevée que celle d'une île (insularisation), tandis que la connectivité d’un carrefour du réseau est élevée.

## Une notion équivoque
En géographie la notion de connectivité est étroitement associée à celle de mise en réseau. En géométrie, la connectivité indique, dans un pavage, le nombre de cellules voisines d’une cellule donnée. Par exemple, un pavage de l’espace à base de triangles produit une 3-connectivité, tandis qu’un pavage à base d’hexagones produit une 6-connectivité. La définition en géométrie, où la connectivité renvoie à une notion de voisinage immédiat, se retrouve donc en contradiction avec une acception géographique associant la connectivité à l’idée d’une connexion au réseau et l’opposant à la proximité spatiale. La notion de connectivité entretient donc des relations équivoques avec celle de proximité, puisqu’elle peut désigner tout aussi bien une proximité par le réseau (seconde acception géographique), qu’une proximité par contact direct (acception géométrique).